# 班诺·莫伊赛维奇

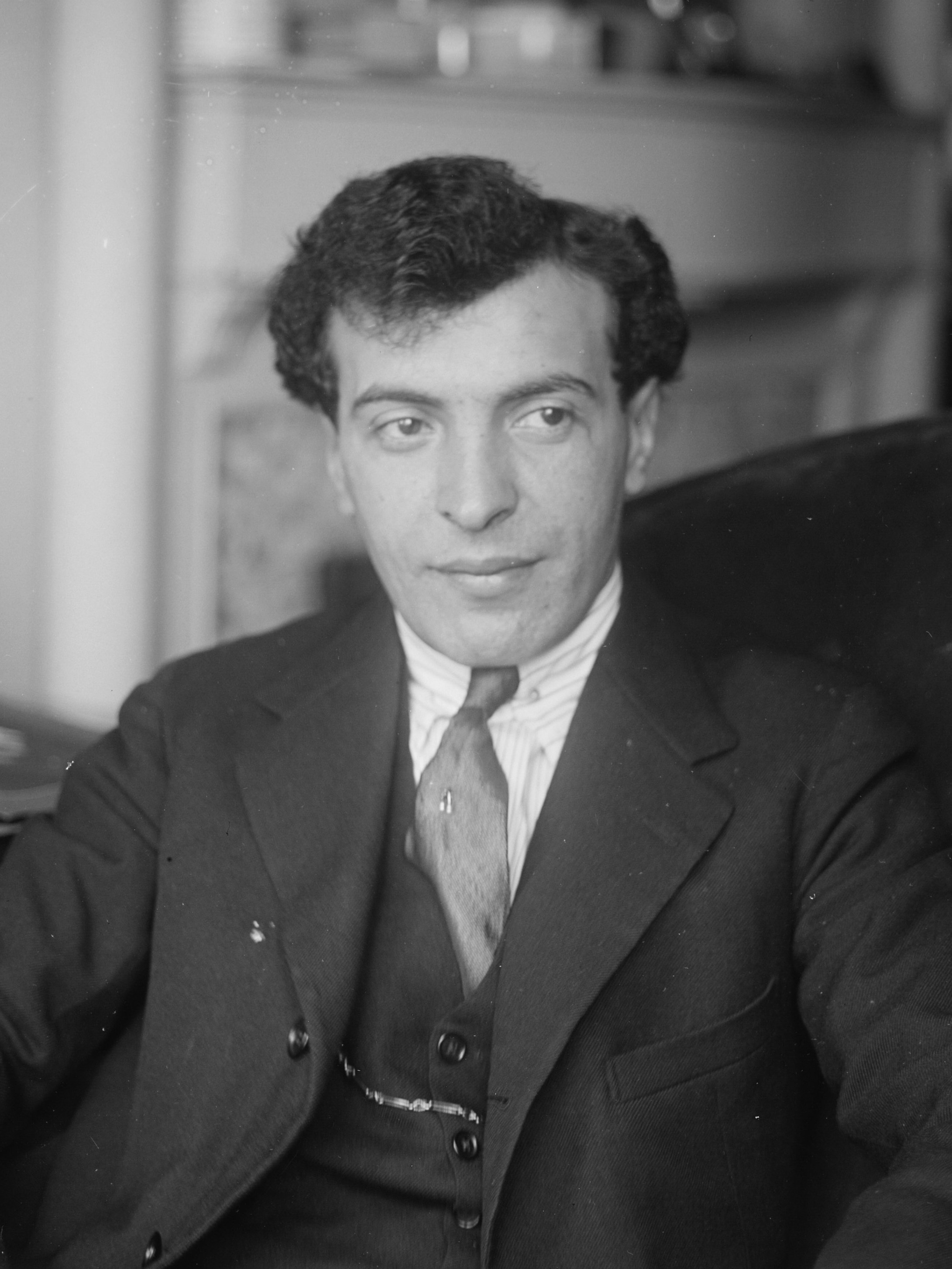
1915年的莫伊赛维奇

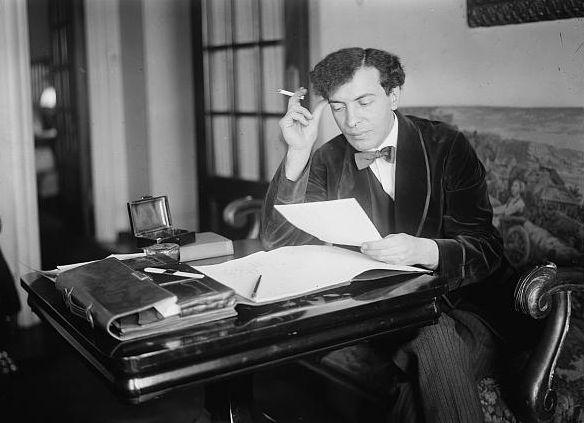
班诺·莫伊赛维奇

班诺·莫伊赛维奇 CBE（英語：Benno Moiseiwitsch，1890年2月22日—1963年4月9日）是一名俄裔英国钢琴家，以演绎浪漫时代末期音乐（特别是谢尔盖·拉赫曼尼諾夫的作品）而知名。

## 生平
他出生于俄罗斯帝国治下的敖德萨，九岁就获得了安东·鲁宾斯坦奖，1904年至1908年间在维也纳随提奥多·莱谢蒂茨基学琴，后来搬到英格兰居住，1908年在雷丁举办了他在英国的第一次演出。1937年，他自然归化为英国公民。1946年，他因二战时为军人表演钢琴而获得大英帝国勋章。

## 作品節選

### 商業錄音
- (CD). 20世紀偉大鋼琴家（英语：Great Pianists of the 20th Century） 70. Philips Classics. 1999. 456 907-2.